# Partido Comunista Marxista Leninista del Ecuador
El Partido Comunista Marxista Leninista del Ecuador (PCMLE) es un partido comunista ecuatoriano, de línea hoxhaísta, surgido en 1964 a raíz de una escisión del Partido Comunista del Ecuador. El PCMLE es una organización alegal, cuya actividad pública se efectúa principalmente a través de una serie de organismos, dos de los cuales son la Unión Nacional de Educadores (UNE) y el Movimiento Popular Democrático (MPD). Este último disuelto por el CNE, por lo cual se creó el Movimiento Unidad Popular (UP). Según ellos, su formación obedeció a "la necesidad de dotar a la clase obrera y a los pueblos de Ecuador de un instrumento político para la lucha revolucionaria por conquistar su liberación social y nacional".

## Ideología
"El Partido Comunista Marxista Leninista del Ecuador es la organización de los revolucionarios proletarios, que adheridos a la doctrina científica del marxismo-leninismo lucha por la revolución proletaria, la conquista del poder y la instauración de la sociedad socialista."
Semanario En Marcha

Alineado en la corriente marxismo-leninista; defienden la labor de Karl Marx, Friedrich Engels, Vladimir Lenin y Iósif Stalin. Así mismo muestran cercanías hacia Fidel Castro, Enver Hoxha y el Che Guevara. Indican que para la conquista del poder por parte del pueblo es necesaria la acción insurreccional armada de la clase obrera y los pueblos, pero declaran que para ello es necesario primero acumular fuerzas, participando de este modo desde 1978 dentro de las elecciones.
Identifican a la sociedad ecuatoriana como dependiente del imperialismo e inmersa en un capitalismo subdesarrollado, en la que inclusive perviven expresiones de formas de producción precapitalistas. En función de ello, y según sus concepciones, la revolución en Ecuador debe combinar la aplicación de tareas socialistas con las de carácter antiimperialista y democrático, y que las actuales condiciones es imposible separar unas de otras para avanzar hacia el socialismo en los países que define como dependientes.

## Historia

### Origen
Sus antecedentes están en el viejo Partido Comunista del Ecuador, dentro del cual, entre 1950 y 1964, se desató una intensa lucha ideológica y política respecto del papel que los comunistas debían cumplir para llevar adelante la revolución en Ecuador, discusión influenciada también por el debate que envolvió al movimiento comunista internacional entre las líneas políticas propugnadas por la República Popular China y la Unión Soviética. Los sectores más radicales dentro del PCE denunciaron y combatieron la política seguida por la mayoría de la dirección de dicha organización, a la que calificaron como "pacifista", partidaria de la conciliación de clases, y como revisionista.
Es en ese contexto, y luego de una accidentada sesión plenaria del Comité Central del PCE que resultó en una serie de expulsiones, que elementos salientes del viejo PCE y elementos provenientes de la Unión Revolucionaria de Juventudes Ecuatorianas (URJE) comienzan a organizar lo que devendría en el PCMLE. El Congreso Constitutivo del nuevo partido se realizó el 1 de agosto de 1964 en el barrio de Pascuales del cantón de Guayaquil, provincia de Guayas.
El 25 de octubre de 1966 es publicada primera edición del semanario En Marcha. Durante el mismo año, 5 de octubre de 1966, aparece la Federación de Estudiantes Secundarios del Ecuador, en su formación participaran militantes del PCMLE. La FESE sería más tarde ilegalizada por Velasco Ibarra.

### Contra el Gobierno de Velasco Ibarra
En 1970 el PCMLE llevó a cabo su I Conferencia Nacional, que aprobó sus documentos centrales: la línea política, un programa general de la "Revolución Ecuatoriana" y los estatutos, que hasta hoy han sido desarrollados y actualizados en función de los cambios producidos en la sociedad ecuatoriana y en el mundo.
Desde ese tiempo sería constantemente acusado de generar violencia política, en especial contra la clase alta, a la vez que han sido objeto de represión y violencia. El partido apareció unos antes de la última presidencia de José María Velasco Ibarra, siendo parte de la oposición de este gobierno considerado de carácter populista, apoyaría en la organización de protestas contra este.
Una de las protestas recordadas por el partido sería la acontecida 29 de mayo de 1969, en la ciudad de Guayaquil por el libre ingreso a la Universidad y en contra exámenes de ingreso considerado discriminatorio para la clase baja. Los estudiantes se tomarían la Casona de la Universidad Estatal de Guayaquil, durante la represión serían asesinados 30 bachilleres. Tras estos sucesos convertirán al 29 de mayo como el Día Nacional del Estudiante.
En abril de 1970, la Federación de Estudiantes Universitarios (FEUE) de la Universidad Central convoca a unas protestas dirigida en ese entonces por Milton Reyes, quien también era fundador del PCMLE. En estas protestas se buscó llegar al Palacio de Gobierno, las fuerzas policiales reprimieron con fuerza estas movilizaciones llegando ha capturar a Milton Reyes quien sería encontrado muerto el 12 de abril de 1970 en la quebrada la chilena en el barrio de San Juan, su cadáver fue trasladado a la morgue de la policía, que se negó a entregar su cuerpo hasta que una movilización estudiantil sacó el cuerpo y lo trasladó al Teatro Universitario donde fue velado y posteriormente enterrado en el patio de la Facultad de Jurisprudencia de la Universidad Central. En honor a Milton Reyes el 12 de abril se convertiría desde entonces el Día de los Héroes del Partido y del Pueblo.
El 26 de mayo de 1971, sucedería un levantamiento popular en Tulcán tras la pretensión de imponer un impuesto de dos sucres al cruce personal por la frontera, afectando con ello duramente a las personas dedicadas al pequeño comercio. La protesta terminó en una confrontación armada en la que más de dos mil efectivos militares sitiaron la ciudad. Las autoridades locales, al igual que cientos de tulcaneños tuvieron que huir a Ipiales (Colombia), en donde su pueblo los recibió con muestras de solidaridad, mientras en hablaba de un saldo de nueve fallecidos entre los que se encontraba Miguel Pozo, secretario político del Comité Provincial del PCMLE en Carchi. Las movilizaciones continuaron y Velasco tuvo que finalmente revertir el impuesto.

### Contra la Dictadura Militar

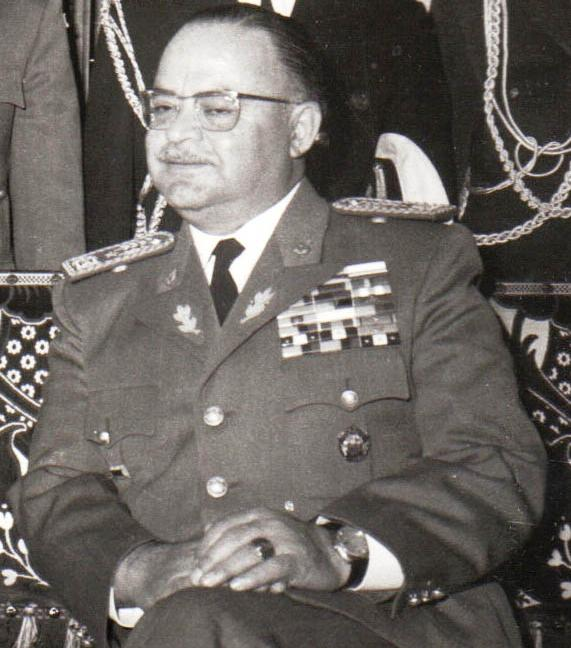
El gobierno de Guillermo Rodríguez Lara a pesar de haber sido considerado progresista por el Partido Comunista del Ecuador, el PCMLE lo consideró como una dictadura represiva

En 1972 cae el gobierno velasquista y se instaura la dictadura de Guillermo Rodríguez Lara. El PCMLE continuo en la oposición, mientras que el viejo PCE se acercó a esta dictadura considerándola progresista. El PCMLE, a diferencia del PCE, consideró a esta dictadura como represiva lo que se visualizará en hechos como el del 30 de mayo de 1977, cuando ordenaría la disolución de la Unión Nacional de Educadores (UNE), y en las series de protestas en que fallecieron miembros del partido.
En 1973, en la ciudad de Guayaquil, la dictadura militar causaría dos asesinatos contra importantes miembros del partido. El primero sucedería el 11 de agosto de 1973 contra Rosita Paredes asesinada por un oficial de la policía que provisto de un lanzabombas le impactó en la frente un proyectil de gas lacrimógeno. Luego el 5 de octubre de 1973, Jorge Tinoco, dirigente del Comité Provincial del PCMLE en Guayas, cae en una emboscada dirigida por el Coronel Oswaldo Navarro Félix.
En 1976 Rodríguez Lara salió del poder y el Consejo Supremo de Gobierno se instauró en el poder. En 19 de octubre de 1976, en Chimborazo una movilización compuesta por cerca de 30 mil personas desfiló por las calles de Riobamba, al siguiente día sucedería nuevamente una protesta que sería violentamente reprimida por la fuerza policial cuando se aproximaban al local del Sindicato de Choferes. El jueves 21 se instaura un toque de queda y la policía allanó el local de Sindicato de Choferes donde se velaba el cadáver del campesino Celestino Paucar. Las protestas continuaron el 22 de octubre uniéndose acciones solidarias y de adhesión al Paro en cantones como Alausí, Guano, Chunchi, Cajabamba, Guamote, Flores, San Andrés, Punín, con la realización de asambleas populares y cerrando carreteras con enormes rocas y árboles.
En enero de 1977, ante la total desatención de la dictadura militar en el área de salud, los internos rotativos, médicos residentes y los trabajadores de la salud realizaron un paro nacional de actividades, siendo en este acontecimiento que los integrantes del Frente Amplio de Izquierda (frente electoral del Partido Comunista) se los acusó de haber traicionado el paro a raíz que al momento de producirse el desalojo en los hospitales, se entrevistaron con el ministro de Salud, para expresarle su respaldo y su acuerdo con el desalojo. El 2 de agosto de 1978, sucede una nueva protesta respondiendo a la arbitrariedad, abuso e ilegalidad de las autoridades del trabajo, reclamaron resueltamente que el Estado y la Politécnica Nacional asuman las obligaciones patronales, respetando la estabilidad y el Segundo Contrato Colectivo.

### Retorno a la Democracia
En 1978, luego de un profundo debate al interior de todo el Partido, el PCMLE denunció al maoísmo como "dogmático y antimarxista", e hizo público reconocimiento y autocrítica por haber asumido algunos de esos puntos de vista. No obstante, según ellos, lo fundamental de su política siempre "estuvo y está alumbrado" por los postulados del marxismo-leninismo. 
Para la nueva etapa de la historia ecuatoriana se formaría el Movimiento Popular Democrático (MPD) con el cual participarían en los procesos electorales los siguientes 36 años, con la organización liderada por Jaime Hurtado, primer diputado afroecuatoriano que ganó su curul en las elecciones de 1979, el partido obtuvo el 4,86% de los votos. Con la nueva organización se obtendría la restauración de la personería jurídica para la Unión Nacional de Educadores (UNE), así como también de la Federación de Estudiantes Secundarios (FESE), durante el gobierno de Jaime Roldós Aguilera.
Militantes de este partido participarían en huelgas durante todos los gobiernos de esta época. Con Osvaldo Hurtado, líder de Democracia Popular (DP), serían contrarios a la devaluación del sucre, el aumentó el precio de los combustibles y de la leche, y establecimiento de recargos arancelarios, y que el Estado asuma las deudas de sector privado causando que inicien las huelgas. En esta situación destaca la represión contra los trabajadores de la empresa Vicuña de Quito en junio de 1983 y demás actos en los que se incluye la detención de Ricardo Proaño, presidente de la Federación de Estudiantes Secundarios (FESE) de Guayas y el estudiante César Carrera, acusados de terrorismo.
El 5 de abril de 1984, el Ministerio de Trabajo envió una notificación hacia Oleaginosas del Ecuador por la falta de cumplimiento de un contrato colectivo que amparaba los derechos de los trabajadores, David Guevara, parte del directorio de la FUOS de Pichincha, fue el que llevó la notificación pero cuando intentó ingresar la guardia privada que prestaba servicios de seguridad a la empresa impidió su ingreso, un guardia lo amenazó y después le disparó.
En el gobierno de León Febres-Cordero, líder del Partido Social Cristiano, que mostraría actitudes consideradas como las más represivas tras el retorno a la democracia a la vez que aceptaba las mediadas impuestas por el Fondo Monetario Internacional. Esto llevaría en 1987 al surgimiento del Frente Popular con forma de unificar a las fuerzas populares. Tampoco apoyaron al gobierno de Izquierda Democrática, con a la cabeza, acusando a Rodrigo Borja de ser quien toma las decisiones dentro de la ID a la vez de calificar como "fraseología seudoizquierdista" su discurso. Se acusó a la ID y el PSC de haber gestado el febres-borjismo con el control que mantenían estos dos partidos en el Congreso. A la vez que juzgaban este gobierno por aprobar reformas legales empezarían con la flexibilización laboral.

### Formación de la CIPOML

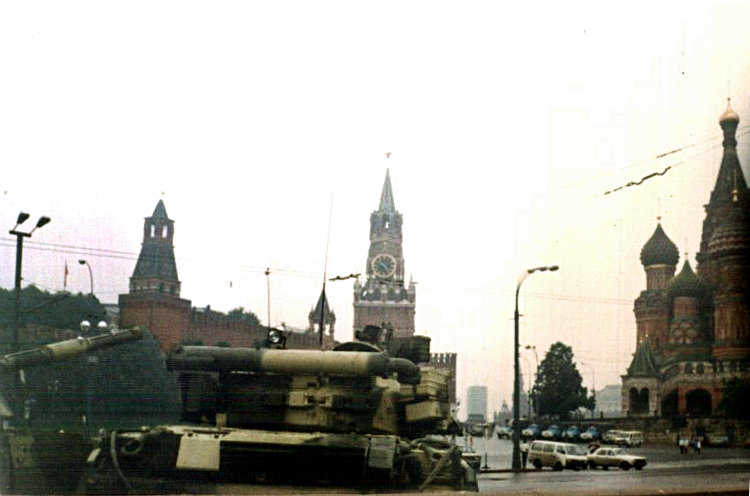
Tanques en la Plaza Roja durante el intento de golpe de Estado de 1991. La caída de la Unión Soviética provocó una especie depresión dentro del movimiento comunista internacional.

En las elecciones de 1992, Sixto Durán-Ballén alcanza el poder. Este partido lo acusó de traición al gobierno por aceptar el pago de la deuda externa. En 1994 el Movimiento Popular Democrático obtenía su mayor número de diputados con 8 escaños.
El 16 de noviembre de 1995 la FESE convocó a la "Jornada Nacional de lucha en defensa del laicismo, contra la corrupción y medidas antipopulares", frente a la política educativa de Durán-Ballén. Durante la movilización y la represión siguiente, fue abatido Freddy Arias-Jonás, militante de la JRE, brazo juvenil del PCMLE.
Durante este mismo tiempo acontecida ya la disolución de la Unión Soviética, el 25 de diciembre de 1991, el PCMLE organizó en agosto de 1994 convoca a 15 partidos comunistas marxistas-leninistas a la Conferencia de Quito donde se aprueba la se aprobó la Declaración de Quito y se crea la Conferencia Internacional de Partidos y Organizaciones Marxista-Leninistas. Esto le daría al PCMLE cierta importancia dentro de la Conferencia, al ser quienes organizaron la fundación de esta organización para reanimar al movimiento comunista internacional.
El PCMLE sufrió una pequeña escisión en 1996 cuando se formó el Partido de los Trabajadores (PTE) fundado por Rafael Echeverría Flores, miembro-fundador y primer dirigente del PCMLE.

### Inestabilidad Política
Para el fin del gobierno de Sixto Durán-Ballén, sería electo Abdalá Bucaram del Partido Roldosista Ecuatoriano, un partido que según el PCMLE ha estado orientado al populismo. En el poder legislativo, el MPD reducía su bloque a 2 diputados, número que mantendrán hasta 1998.
El régimen de Bucaram confirmaría lo indicado en relación con la corrupción existente en casos como: la mochila escolar, los millones de Jacobo Bucaram, el impuesto del 15% para las arcas del PRE, entre otros acontecimientos que llevaron a sellar la unidad entre el Frente Popular, el Frente Unitario de Trabajadores , la CONAIE y la Coordinadora de Movimientos Sociales, que dieron lugar a la formación del Frente Patriótico en Defensa de la Vida del Pueblo y su convocatoria a la Asamblea del Pueblo que elaboró el Mandato Popular, programa que recoge las aspiraciones inmediatas, y organizó el Paro Nacional del 5 de febrero, cuyo desenlace fue el derrocamiento de Bucaram.
Tras la caída de Bucaram, se instaura el régimen de Fabián Alarcón con el , según la óptica del PCMLE, cual continuaron las prácticas corruptas dando como ejemplo la “red Emmanuel”. Alarcón haría una consulta que según el PCMLE tenía el objetivo de que los sectores populares aprueben una serie de medias oligárquicas.

#### El Frente Patriótico contra el gobierno de Mahuad

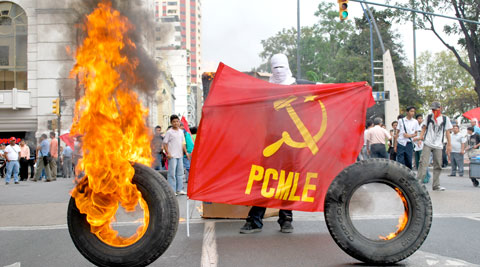
Manifestaciones del PCMLE en 2010

Más tarde ingresaría nuevamente un gobierno democristiano con Jamil Mahuad, cuyo gobierno sería acusado por el MPD de estar vinculado con el narcotráfico, esta acusación junto con la ascendente popularidad de Jaime Hurtado, serían las causantes del asesinato del líder emepedista el 17 de febrero de 1999, o eso según las dos organizaciones en las que militó. En el Semanario En Marcha su gobierno sería reconocido como:

"(...) Mahuad se propuso llevar al máximo la aplicación de políticas neoliberales y desarticular la acción del movimiento popular, propósitos que contaron con el aval de todas las facciones burguesas del país, hasta que la crisis económica y política fue de tal magnitud que optaron por quitarle su respaldo y hasta -algunos de ellos- pedirle su renuncia."
Semanario En Marcha

El PCMLE se dedicaría en ese tiempo a la reconstitución del Frente Patriótico que asumió el Programa por el Nuevo Ecuador y la tarea de organizar un levantamiento popular que eche abajo a Mahuad, al Congreso Nacional, a las Cortes y constituya un Gobierno Patriótico de Unidad Nacional. Esa organización sería la que el 6 de enero del 2000 convocaría a la lucha callejera y más tarde haría publica la Proclama y el Programa de Gobierno por un Nuevo Ecuador. El día 14 sesionó el Congreso del Pueblo , convocado por el Frente Patriótico, que ratificó el levantamiento, la lucha por el Gobierno Patriótico de Unidad Nacional e hizo un llamado al Parlamento de los Pueblos del Ecuador y a la CONAIE para unir y coordinar acciones.
El Frente Patriótico, la CONAIE y el Frente Popular, junto con un grupo de militares tomaron el Congreso Nacional el 21 de enero del 2000 formando una Junta de Salvación Nacional, pero el día siguiente los militares insurrectos, de espalda a la organizaciones sociales que participaron en el derrocamiento, iniciaron conversaciones que terminaron con la llegada de Gustavo Noboa a la presidencia.

#### La llegada de Gutiérrez
En el 2002, Lucio Gutiérrez ascendió a la presidencia del país con apoyo del MPD y de Pachakutik por ser en aquel entonces un coronel prestigiado por su papel relevante en la caída de Mahuad, pero a pocos meses esta alianza se rompió por desacuerdos. El PCMLE acusa al gobierno de Sociedad Patriótica de haber implementado una política clientelar desde el Ministerio de Bienestar Social logrando de esta manera fragmentar al movimiento indígena y hacerse de una base social. En una cita del Semanario En Marcha se menciona lo siguiente:

"El dictócrata, cómo el mismo se autocalificó, marcó abiertamente distancias con el proyecto político que lo llevó a la presidencia cuando se proclamó como el mejor aliado de los Estados Unidos (...) Gutiérrez asumió como propia la agenda del Fondo Monetario Internacional, fue fiel pagador de la deuda externa, gobernó con el apoyo socialcristiano desde el Congreso e hizo de la administración pública botín político y económico para sus allegados."
Semanario En Marcha

En 2005 el movimiento popular se organiza y derroca al gobierno de Gutiérrez, este huye del país y entra al poder su vicepresidente Alfredo Palacio.

### Gobierno de Rafael Correa
En las elecciones del 2006, el PCMLE y el MPD ingresan con problemas debido a la era de Lucio con la cual la derecha ecuatoriana buscó sacar a esta organización política de la contienda. Ante esto aparecieron figuras como Rafael Correa quien a pesar de tener un discurso de izquierda, fue calificado por el PCMLE como demócrata cristiano que se disfrazaba de izquierda. En esos tiempos aparecían palabras como estas en el Semanario En Marcha:

"(...) Rafael Correa a más de decir que hay que tomar medidas para que los sindicatos no caoticen las empresas públicas, añadió, que en su gobierno el Estado no será el responsable de generar fuentes de trabajo, porque su responsabilidad es proporcionar las políticas macroeconómicas para que sea la empresa privada al que genere empleo y desarrollo para el país."
Semanario En Marcha

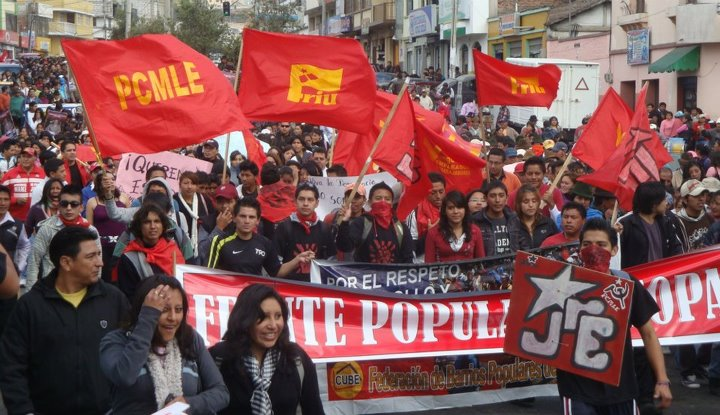
Manifestación organizada por el PCMLE en 2012.

Para la segunda vuelta, el PCMLE y el MPD darían el apoyo a Correa con la intención de conseguir cambios profundos con la Asamblea Constituyente, siendo así que este apoyo se mantuvo los primeros dos años hasta la aprobación de la nueva constitución y actitudes que fueron consideradas como virajes a la derecha. El 11 de agosto del 2009 en el Semanario En Marcha se publicaba lo siguiente:

"Al evaluar los dos años de gobierno de Rafael Correa conviene mirar su gestión dividida en dos etapas (...) la inicial caracterización que lo ubicó como un gobierno antioligárquico, progresista, patriótico y democrático chocan con algunos elementos de su política, pues, las posiciones derechistas de las cuales son portadores algunos de sus cercanos colaboradores, cobran fuerza y desnaturalizan el proyecto de cambio por el cual los pueblos del Ecuador lo respaldaron."
Semanario En Marcha

La contestación de Rafael Correa ante esta crítica de su gestión terminó con cualquier tipo de apoyo por parte del PCMLE y el MPD que finalmente condujeron una serie de denuncias contra Correa en las cuales el MPD quedó junto a Pachakutik como una de las organizaciones con más criminalizados políticos y hasta asesinados como es el caso de Bosco Wisuma, miembro de la Unión Nacional de Educadores asesinado cuando en la provincia de Morona Santiago cientos de policías reprimieron sin control a manifestantes del pueblo shuar. Mientras tanto en los enlaces ciudadanos y otros discursos de Correa se oían constantemente opiniones de este hacia el MPD en las cuales se utilizaban insultos contra la organización.
Durante los hechos del 30 de septiembre del 2010, el PCMLE junto con el MPD y Pachakutik apoyarían la protesta policial contra el régimen, siendo de esta forma que dirigentes de estos partidos serían enjuiciados por estos actos como es el caso de Mery Zamora. Para el año 2013, la opción electoral de la izquierda sería Alberto Acosta Espinosa, uno de los primeros en desconectarse del régimen, pero obtendría pocos votos.

### Aparición de Unidad Popular

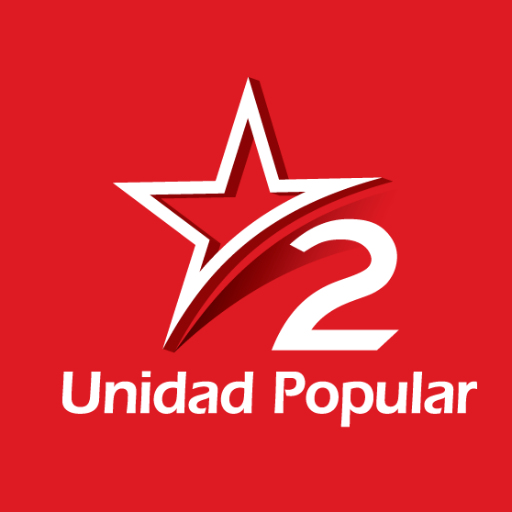
Logo del Movimiento Unidad Popular

La lucha continuaría contra las propuesta de Correa con su mayoría absoluta en la Asamblea como son la Ley de Comunicación o las enmiendas constitucionales que permiten la reelección indefinida, esta última a pesar de haber sido aprobada no fue utilizada por Correa debido al desgaste de su imagen. A su vez en el 2014, el Consejo Nacional Electoral eliminaría la personería jurídica del Movimiento Popular Democrático (MPD), pero pronto los miembros de este partido se reorganizarían y formarían el Movimiento Unidad Popular.
En el 2016 se integrarían en el Acuerdo Nacional por el Cambio con Pachakutik, en el mismo año el Ministerio de Educación declaró disuelta la Unión Nacional de Educadores, lo cual no sería aceptado por el PCMLE ni la UNE. Para las elecciones del 2017 apoyaron la candidatura de Paco Moncayo a la presidencia. A causa de su conflicto con el correísmo la UP planteó la posibilidad de votar a Guillermo Lasso, con el objetivo de terminar con el gobierno de Alianza País calificado de "autoritario".

"La decisión de las organizaciones sociales y de izquierda, de votar a favor de Guillermo Lasso, con el propósito de poner fin a un régimen que se ha erigido como el principal enemigo político de los trabajadores y el pueblo tiene una enorme significación."
Semanario En Marcha

Con la victoria de Lenín Moreno y la ruptura de PAÍS, respaldarían la consulta popular de 2018 como parte de la política de "desmontaje de la institucionalidad correísta", sin ser olvidado el "carácter burgués" del gobierno de Moreno, indicando a la lucha en las calles como clave para estas victorias contra Correa a la vez que se buscaba fortalecer al movimiento de masas.

### Levantamiento de Octubre y gobierno de Lasso

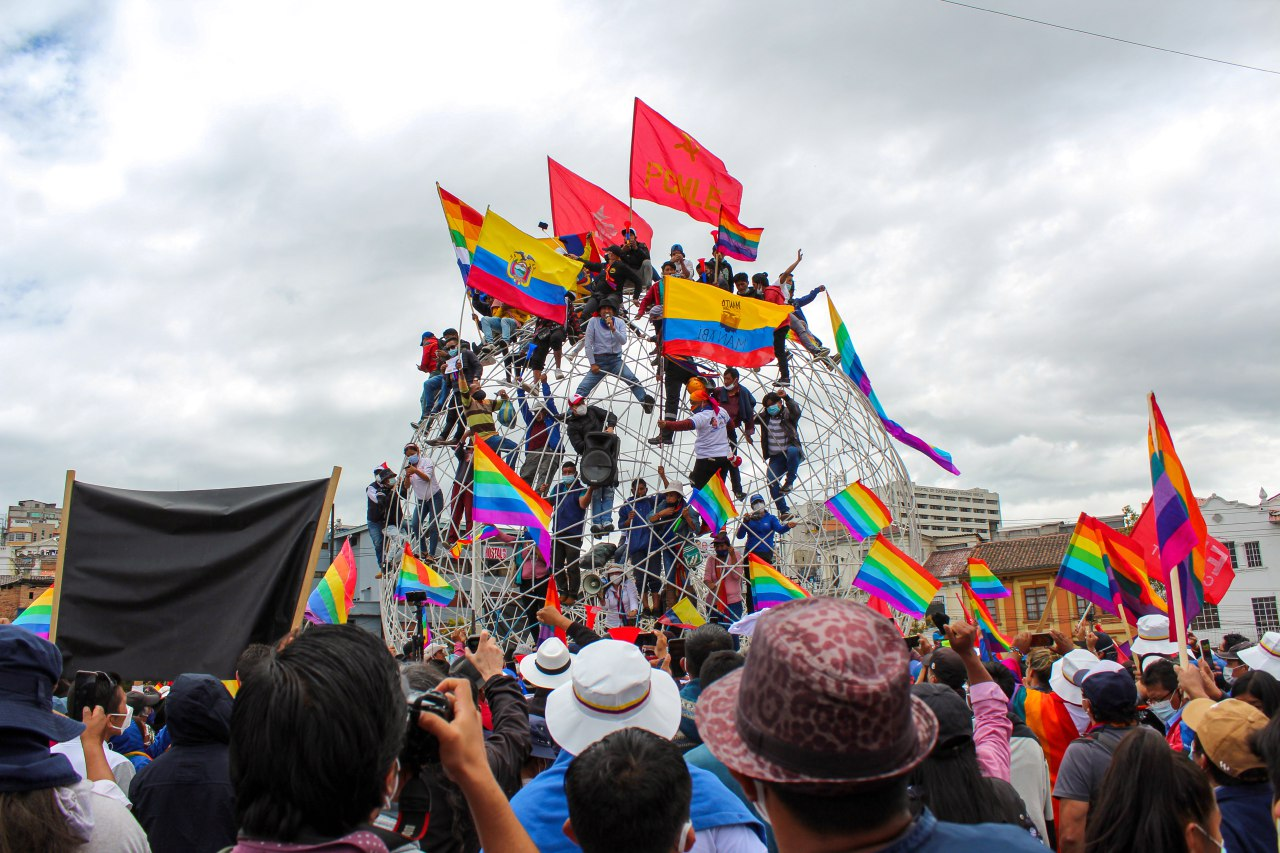
Protestas denunciando un presunto fraude electoral en las elecciones de 2021, con las banderas del PCMLE, la Juventud Revolucionaria y Pachakutik.

Tras ser partícipe de las protestas de 2019, Roque Moreira, jefe del Comando Conjunto de las Fuerzas Armadas del Ecuador, acusó al extinto Movimiento Popular Democrático (MPD) de ser el brazo armado del PCMLE y estar detrás de la violencia en Quito, inmediatamente este partido acusó de desviar la atención de los intentos de Rafael Correa de dar un golpe de Estado, recordando que esta información ha sido replicada por medios vinculados al correísmo, denunciando a su vez que con los actos de Correa en octubre se busca "aplacar" la lucha social.
Con las elecciones de 2021, respaldaron la candidatura de Yaku Pérez Guartambel, quien terminó al tercer lugar denunciando un fraude que favoreció a Andrés Arauz y Guillermo Lasso, tras oficializarse los resultados de primera vuelta, el partido se pronunció a favor de anular el voto, en rechazo al "fraude electoral" y para no se "cómplices" del nuevo gobierno.
En el gobierno de Guillermo Lasso serían parte de las acciones contra este régimen, siendo parte de las manifestaciones de 2022, llamando al voto por el No en el Referéndum constitucional, y apoyando la propuesta de juicio en contra del presidente.

## Organización

### Órganos

#### Congreso
El Congreso es el máximo órgano de decisión. En cada uno de ellos se afirman en sus postulados ideológicos y definen lo que consideran las tareas y acciones fundamentales para avanzar en la organización de la revolución en Ecuador.
| #    | Fecha                    | Acontecimientos |
| ---- | ------------------------ | --- |
| I    | Agosto de 1964           | Fundación del partido, rompiendo con la línea del Partido Comunista del Ecuador, alineado a la coexistencia pacífica, para optar por una línea más cercana a Stalin y a las figuras políticas que lo defendían en ese entonces como lo eran Enver Hoxha y Mao Zedong. |
| II   | Mayo de 1980             | Pasada la ruptura con el pensamiento maoísta, se introducen modificaciones en el Programa y en los Estatutos, así como una Resolución Política, que define las tareas para el período. Sus preocupaciones fundamentales dicen también relación con el desarrollo y reafirmación de concepciones y métodos marxista-leninistas de funcionamiento. |
| III  | Octubre de 1985          | Análisis del trabajo de su dirección central, así como de todo el Partido y de las características de la situación política nacional e internacional, traza las tareas para el período venidero. Aprueba reformas al Estatuto. Se valorizaba la organización de la UGTE, la UCAE, la JRE, el desarrollo del Frente Popular, entre otros aspectos. |
| IV   | Febrero de 1991          | Se analizan las características del país y se constata que se han producido significativas variaciones en la formación económica-social pasando de la original caracterización del país como sociedad semi-feudal y semicolonial a la de un país capitalista atrasado dependiente de los monopolios. Además, se señala que se habían producido cambios políticos trascendentes en el plano internacional, que hacía necesario considerar en una nueva línea política.                                                                  |
| V    | Diciembre de 1996        | Bajo la consigna "La revolución: nuestra meta; el marxismo-leninismo: nuestra guía". El Comité Central en su informe Problemas actuales de la revolución ecuatoriana, analiza los problemas económicos y políticos nacionales y los procesos políticos internacionales. Sobre esa base, el partido junto con elaborar orientaciones para el quehacer en todos los ámbitos, refirma sus principios ideológicos y se rectifican medidas de expulsión a un grupo que denomina "oportunistas de derecha", dirigidos por Rafael Echeverría. |
| VI   | Noviembre de 2003        | Bajo la consigna "Crecer para vencer". Ratificó la necesidad de superar las limitaciones que aún se presentan y acelerar la marcha para desarrollar la lucha en todos los campos bajo lineamientos que aplican los principios del marxismo-leninismo a la situación concreta. Buscar aumentar el número de militantes del partido. Se rindió homenaje a Jaime Hurtado, Washington Álvarez, entre otros. |
| VII  | Mayo de 2008             | Se puso atención al papel jugado por los militantes y dirigencia en relación con al gobierno de Lucio Gutiérrez en lo que se incluye la participación del Partido en la destitución de las Cortes de Justicia y en el proceso de la caída de Gutiérrez, a su vez también la participación en lucha en contra de las OXY y del TLC en el gobierno de Palacio, entre otras. Análisis al apoyo a Rafael Correa. |
| VIII | Diciembre de 2015        | Descripción de la aparición de los gobiernos del Socialismo del siglo XXI como un cambio en la correlación de fuerzas sociales y políticas: los sectores de la derecha neoliberal perdieron espacio político en varios países de la región que fue ocupado por fuerzas políticas que crecieron bajo consignas de izquierda. Se concluye que la política opositora aplicada por Partido frente al Gobierno de Rafael Correa es básicamente correcta.                                                                                    |
| IX   | 13 y 14 de marzo de 2020 | Hecho a pocos días antes del inicio de la cuarentena en el Ecuador. |

#### Publicaciones
Desde octubre de 1966 el PCMLE publica el semanario En Marcha, que hasta octubre de 2010 había superado las 1.595 ediciones, y que en un inicio apareció con el nombre de Espartaco. Como órgano teórico edita la revista Política, y publica textos de los clásicos del marxismo-leninismo y otros materiales de su elaboración.

### Organizaciones Afines
En su trabajo político realizan su participación electoral en el Movimiento Unidad Popular (UP) ex-MPD, y asimismo ha desarrollado varias organizaciones de masas y la estructuración de centrales obreras y campesinas que a partir de 1987 se integraron en el Frente Popular siendo estas: la Unión Nacional de Educadores (UNE); la Unión General de Trabajadores del Ecuador (UGTE); la Federación de Estudiantes Universitarios del Ecuador (FEUE); la Federación de Estudiantes Secundarios del Ecuador (FESE); la Juventud Revolucionaria del Ecuador (JRE); la Federación Única Nacional de Afiliados al Seguro Social Campesino (FEUNASSC); la Confederación de Mujeres Ecuatorianas por el Cambio (CONFEMEC); la Central Única de Comerciantes Minoristas y Trabajadores Autónomos del Ecuador (CUCOMITAE); la Confederación Unitaria de Barrios del Ecuador (CUBE); la Unión de Campesinos Asociados y Asalariados Agrícolas (UCAE); el Movimiento Indígena Nacional (JATARISHUN), y la Unión Nacional de Artistas Populares (UNAP).

### Seminario Internacional de Problemas de la Revolución en América Latina
En agosto de 1997, al tiempo de formarse la Conferencia Internacional de Partidos y Organizaciones Marxista-Leninistas (CIPOML), este partido comenzó a organizar anualmente el Seminario Internacional de Problemas de la Revolución en América Latina (SIPRAL) en el cual participan diferentes organizaciones revolucionarias y de izquierda de Latinoamérica y el mundo realizando ponencias en la ciudad de Quito.  

## Juventud Revolucionaria del Ecuador

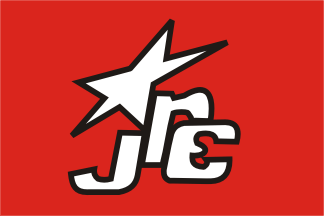
Logo de la organización juvenil

La Juventud Revolucionaria del Ecuador (JRE) es una organización juvenil proclamada como la joven guardia del PCMLE e integrante del Frente Popular. Fundada el 26 de octubre de 1984 en el Parainfo Che Guevara de la Universidad Central del Ecuador, su primer presidente sería Fernando Jaramillo. Su posición política marxista-leninista. Algunos de sus dirigentes han también dirigido la Federación de Estudiantes Universitarios (FEUE) y la de Estudiantes Secundarios (FESE) como es el caso de Andrés Quishpe y Marcelo Rivera que también fueron presidentes de la JRE. A su vez apoya las mismas manifestaciones que estas organizaciones. Actualmente su presidenta es Micaela Chávez, electa  en el XIII Congreso Nacional de la organización.

## Relaciones internacionales
Este partido de carácter internacionalista ha buscado y tenido relaciones con partidos igualmente comunistas y antirevisionistas. Siendo tras la salida del maoísmo que el PCMLE se acercó ideológicamente al Partido del Trabajo de Albania y a su líder, Enver Hoxha. En 1978 el PCMLE suscribe una Declaración Conjunta de Partidos Marxista-Leninistas de América Latina con el Partido Comunista de Colombia - Marxista-Leninista, el Partido Comunista Revolucionario de Chile y el Partido Bandera Roja de Venezuela.
En la década de 1970 participó, junto a otros partidos de América Latina, en la elaboración de la revista Pensamiento y Acción Marxista Leninista, así como de la revista Teoría y Práctica en la década de 1980, en la que participaban partidos de todos los continentes y que tenía distribución en varios países de Sudamérica y Europa.
Hoy el PCMLE forma parte de la Conferencia Internacional de Partidos y Organizaciones Marxista-Leninistas (CIPOML), reconstituida en 2007. Sus esfuerzos en ese sentido los ha desarrollado desde su formación, promoviendo y participando de reuniones bilaterales y multilaterales de partidos comunistas, eventos de organizaciones de izquierda, etc. También participa en la revista Unidad y Lucha, órgano de la CIPOML.